# Haïm Vital
Rabbi Haïm Vital (ou Hayyim Vital), de son nom complet Haïm ben Joseph Vital (רבי חיים ויטאל), est un kabbaliste juif, né Safed, en Galilée, le 11 octobre 1542 (grégorien), mort à Damas le 23 avril 1620. C’est le plus célèbre des disciples du rav Isaac Louria.

## Biographie
Son père, Joseph Vital Calabrese, comme son nom l’indique, est originaire de Calabre, en Italie, émigré en Galilée, probablement à la suite de l’expulsion des Juifs du royaume de Naples (dont faisait partie la Calabre), alors sous domination espagnole, au début du XVIe siècle. Rabbi Hayyim Vital est également appelé parfois Hayyim Calabrese.
Élève à l’école rabbinique de Safed, il a d’abord pour maître Rav  Moïse Alsheskh (en). En 1563, il part pour Damas, où il passe deux ans, afin de s’initier aux études kabbalistiques et de pratiquer l’alchimie, ce qu’il regrettera par la suite.
Rabbi Vital retourne à Safed en 1575. Il y étudie la Kabbale sous la direction de Rabbi Moïse Cordovero. Lorsque Rabbi  Isaac Louria commence à enseigner à Safed en 1570, Vital devient aussitôt l’un de ses disciples. Après la mort de Rabbi Louria en 1572, il entreprend de livrer par écrit l’enseignement oral de son maître. Il tente d’empêcher les autres disciples de Rav Louria de rédiger d’autres versions de ses théories. Il rassemble autour de lui sa propre école. Toutefois Gershom Scholem note que Vital « ne réussit qu’en partie dans son ambition d’être l’unique légataire de l’héritage spirituel de Rav Louria et d’être considéré comme le seul interprète de la Kabbale lourianique».
Rabbi Vital part pour Jérusalem en 1577, en y transportant son école. Il y reste jusqu’en 1585. Il y rédige sa version définitive de la Kabbale lourianique. Il retourne à Safed en 1586. Il y demeure jusqu’en 1592. Puis il repart pour Jérusalem, avant de s’établir à Damas vers 1597. Ses disciples le suivent dans ses déplacements. Sa vue s’affaiblit avec l’âge. Il devient aveugle dans sa vieillesse. Il meurt à Damas en 1620.
Rav Vital a été marié au moins trois fois. Son plus jeune fils, Samuel (1598-1678), a hérité de ses écrits.

## Son œuvre
Hayyim Vital a rassemblé ses principaux écrits sur les thèses d’Isaac Louria dans ouvrage intitulé Etz ha-Hayyim (L’Arbre de Vie). Mais son fils interdit durant plusieurs années qu’on fasse des copies du manuscrit original. Ce n’est que vers 1660 que des copies commencent à circuler. Mais elles se multiplient très vite et se diffusent largement.
Toutefois, Hayyim Vital a publié de son vivant des traités sur les théories lourianiques : le Sefer ha-Derushim, le Sefer ha-Kawwanot, le Sefer ha-Likkutim, le Sha'ar Ha'Gilgulim. Ces traités sont réunis au Etz ha-Hayyim posthume dans un même livre. C’est à partir d’extraits d'une de ses copies manuscrites que Christian Knorr von Rosenroth établit la traduction latine du texte (qui reste toutefois partiel) dans le second volume de son ouvrage, Kabbala Denudata, édité à Francfort en 1684. Knorr von Rosenroth y ajouta la traduction d'une version de la doctrine de Louria par Naphtali Bacharach (issue d'une autre tradition). Ce fut le principal véhicule de la théorie lourianique dans le monde chrétien. C'est l'ouvrage que connaissaient Leibniz ou Newton.
Cependant, un manuscrit de Hayyim Vital, jusque-là inconnu, est découvert par son petit-fils, Moïse ben Samuel Vital, et publié au début du XVIIIe siècle, sous le titre Mevo Shéarim ou  Toledot Adam. Tous les écrits de Hayyim Vital sur la kabbale lourianique sont regroupés par Isaac Satanow afin d’établir sa version finale éditée à Korsek (en Ukraine, alors dans l’empire d’Autriche) en 1782, sous le titre Sefer Etz Hayyim (le Livre de l’Arbre de Vie). Il sera réédité à Varsovie en 1890 et à Tel-Aviv en 1960.
Hayyim Vital a laissé un récit autobiographique, le Sefer ha-Hezyonot (ou Livre des visions), où il relate divers épisodes de sa vie, mais également ses rêves les plus marquants, ainsi que des rêves qui lui ont été rapportés par d’autres personnes. C’est l’une des originalités de son œuvre. Le Sefer ha-Hezyonot a été édité à Ostrog en 1826, sous le titre Shivhei R. Hayyim Vital, réédité à Jérusalem en 1866, sous son titre initial.
Hayyim Vital a laissé enfin le Etz ha-Daat (l’Arbre de la Connaissance) où il a regroupé tous ses écrits consacrés à d’autres thèmes que l’enseignement d’Isaac Louria. Cet ouvrage n’a pas été conservé en totalité. Des fragments ont été édités à Jérusalem en 1864, sous le titre Etz ha-Daat Tov.

## Son enseignement
Hayyim Vital  s’est voué principalement à exposer la doctrine lourianique. Elle repose sur trois concepts clefs :
- Le tsimtsoum : le retrait de Dieu en lui-même pour laisser place à un vide qui va lui permettre de créer le monde.

- La chevirat hakelim ou brisure des vases : La lumière divine en se déployant sphériquement procède à la création du monde en alimentant dix réceptacles, dix vases (kelim) appelés sefirot, qui seront à l'origine de la vie. Mais la lumière divine se diffuse également  par un rayon en ligne droite (iosher), appelé homme primordial, un rayon que ne purent contenir les vases de la lumière divine. Ils se brisèrent en éparpillant la lumière divine sous forme d'étincelles (nitsotsot), de tessons qui se répartirent dans le monde.

- Le tikkun ou réparation : c'est à l'homme qu'incombe la tâche de réparer les vases afin de recueillir la lumière divine.

Cependant, d’autres disciples d’Isaac Louria ont livré des exposés de la doctrine lourianique plus complets que celui de Vital, selon Gershom Scholem, notamment Joseph Ibn Tabul, et à sa suite Israël Sarug et Shabtai Sheftel Horowitz (en). C'est l'autre vecteur de diffusion des thèses lourianiques. Il circulera dans les écoles juives d'Europe du Nord, notamment à Prague et à Amsterdam.